# Stuttgart-Mitte
Koordinaten: 48° 47′ N, 9° 11′ O

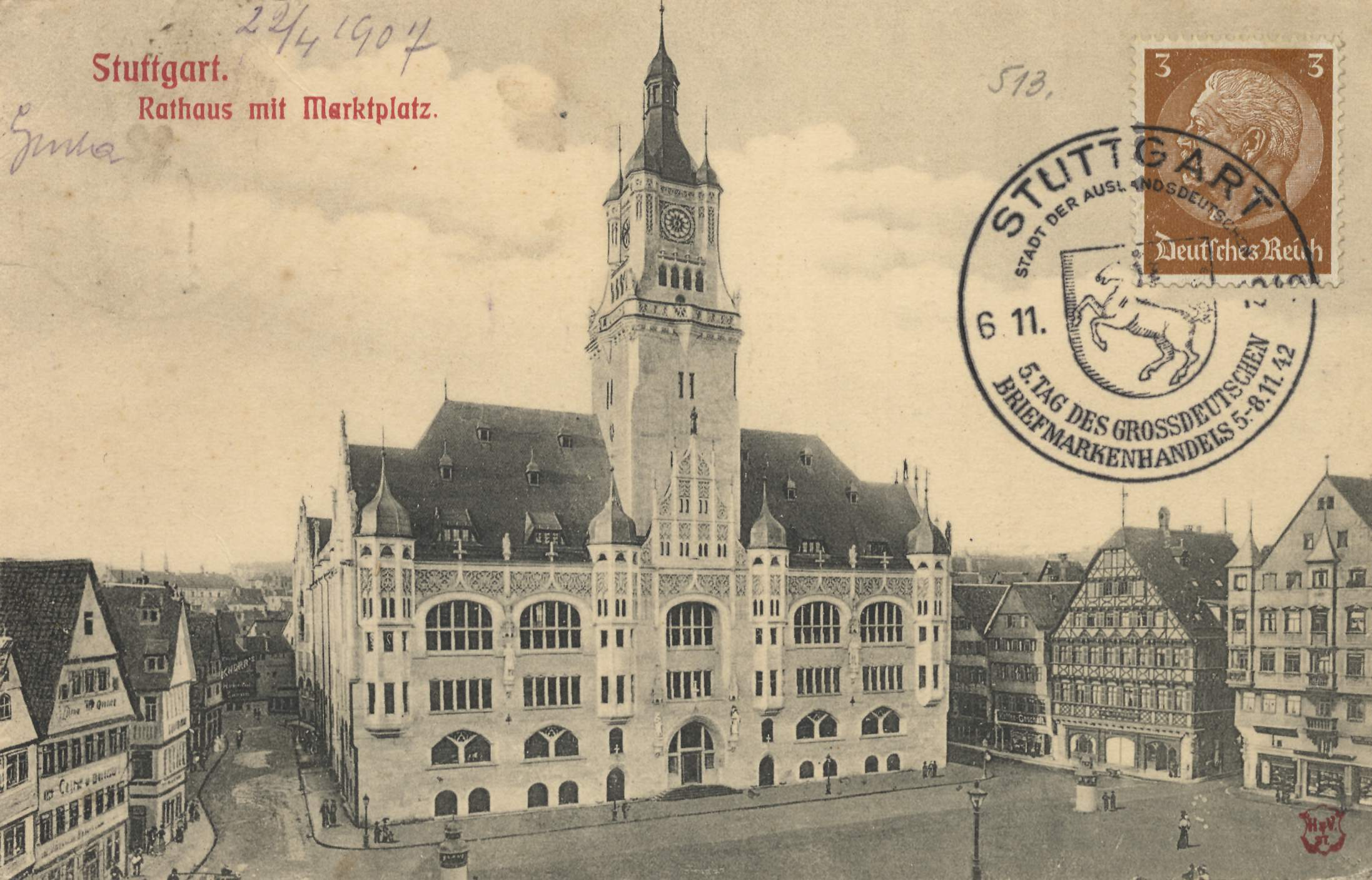
Ehemaliges Stuttgarter Rathaus am Marktplatz (um 1907)

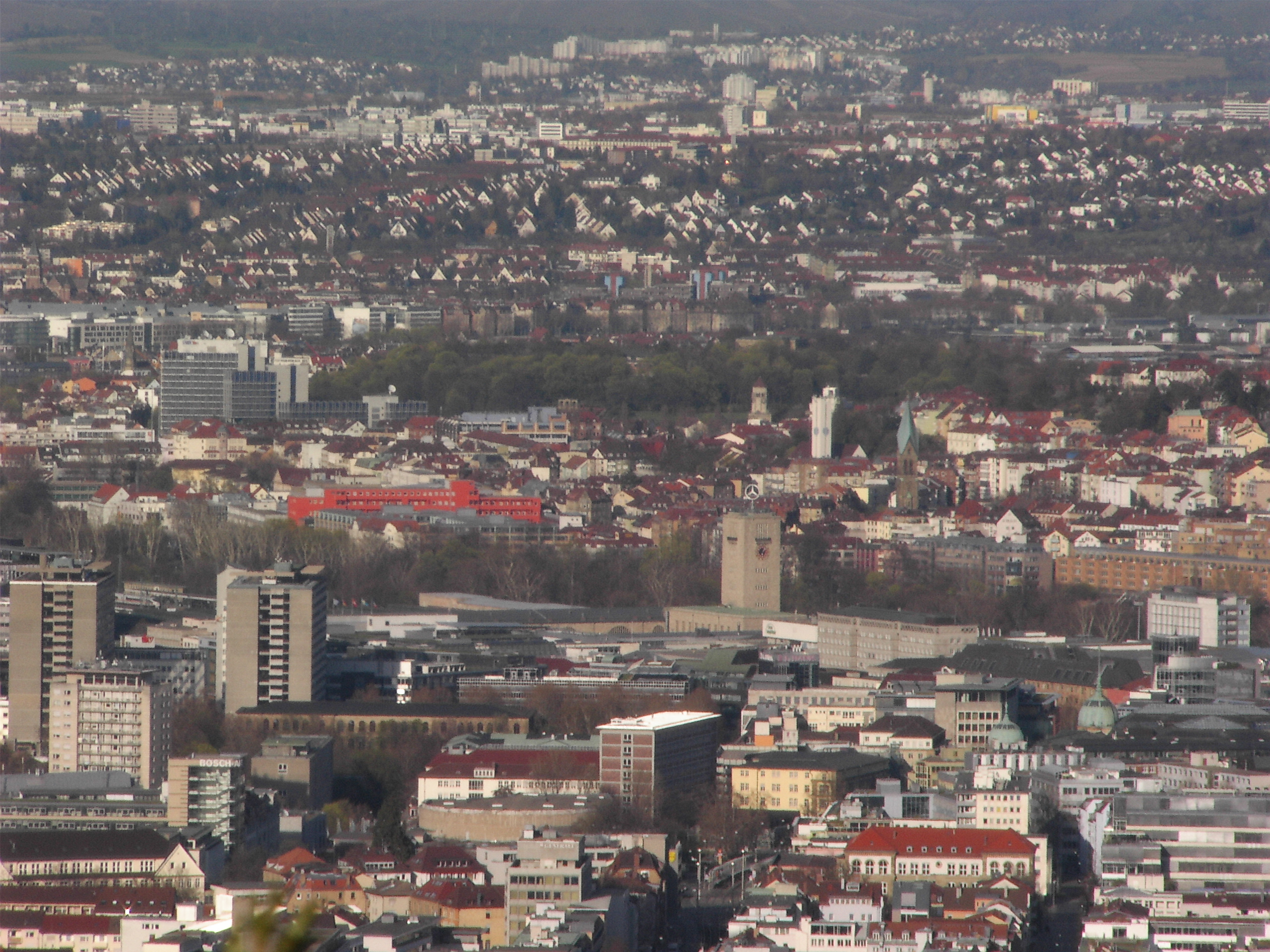
Blick auf das Stadtzentrum Stuttgarts mit dem Hauptbahnhof und den Kollegiengebäuden K1 und K2 (linker Rand) der Universität Stuttgart

Stuttgart-Mitte ist der innerste Stadtbezirk der baden-württembergischen Landeshauptstadt Stuttgart und liegt zwischen den Bezirken Stuttgart-Nord, -West, -Ost und -Süd.

## Geografie

### Lage
Der Stadtbezirk Stuttgart-Mitte liegt auf dem Grund des Stuttgarter Talkessels, dessen Rand durch die vier angrenzenden Bezirke in Hanglage gebildet wird.

### Zentraler Bereich
Mittelpunkt des Bezirks und der gesamten Landeshauptstadt ist die Königstraße, eine der längsten Fußgängerzonen Europas, entlang der die meisten namhaften Kaufhäuser und Geschäfte vertreten sind. Repräsentatives Zentrum ist in der Mitte der Königstraße der Schloßplatz mit dem städtischen Kunstmuseum, dem Königsbau und dem Neuen Schloss. In direkter Nachbarschaft liegt der Schillerplatz mit dem Alten Schloss (Württembergisches Landesmuseum) und der Stiftskirche. Ein weiteres Zentrum, das frühere Zentrum der alten Stadt, ist der Marktplatz mit dem Rathaus.

### Südlicher Bereich
Weiter in Richtung Süden folgt der Tagblatt-Turm und, durch die Hauptstätter Straße räumlich getrennt, die Leonhardskirche, sowie das Bohnen- und das Heusteigviertel.

### Östlicher Bereich
Östlich des Schloßplatzes, im Bereich der Konrad-Adenauer-Straße und des Oberen Schlossgartens, befinden sich der Landtag und das Staatstheater, sowie auf der anderen Seite der Straße die Staatsgalerie, die Württembergische Landesbibliothek und das Wilhelmspalais, früher Stadtbücherei, nun Stadtmuseum. Die Konrad-Adenauer-Straße (B 14) ist einerseits Kulturmeile, andererseits eine viel befahrene Stadtautobahn.

### Westlicher Bereich
Am westlichen Rand der Innenstadt liegen das Hospitalviertel mit der nur teilweise wiederaufgebauten Hospitalkirche (in der „Neuen Vorstadt“) und eine Reihe kultureller Einrichtungen. Zu nennen sind die Liederhalle und das Linden-Museum, dazwischen der historische Hoppenlaufriedhof, dann das Katharinenhospital und das Bankenviertel mit dem Friedrichsbau und der Börse. Südlich des Katharinenhospitals an der Kriegsbergstraße gibt es einen Grünbereich, den „Stadtgarten“. Dort, an der Schellingstraße und an der Keplerstraße, liegen Teile der Universität, der vormaligen Technischen Hochschule, besonders drei Hochhäuser und die Universitätsbibliothek. Zwei der Hochhäuser sind die Kollegiengebäude K1 und K2 nahe dem Hauptbahnhof, das dritte ist das Max-Kade-Wohnheim an der Liederhalle.

### Nördlicher Bereich
Die nördliche Grenze des Bezirks bildet das Europaviertel. Hier befand sich bis in die 1980er Jahre ein Güterbahnhof, über den früher die Stadt mit Waren versorgt wurde. Im Frühjahr 2002 wurde damit begonnen, das Gelände neu zu bebauen.
Ebenfalls zu diesem Bereich gehört das Kernerviertel um den Kernerplatz, welches nördlich der Staatsgalerie liegt.

## Stadtteile
Der Stadtbezirk entstand 1956 in seiner heutigen Form. Damals waren der Stadtbezirk und der Stadtteil Stuttgart-Mitte identisch. Im Jahre 2001 wurde der Stadtbezirk Stuttgart-Mitte in zehn Stadtteile neu aufgeteilt: Oberer Schlossgarten, Rathaus, Hospitalviertel, Universität, Hauptbahnhof, Klettplatz, Kernerviertel, Diemershalde, Dobel und Heusteigviertel.
Die historische Altstadt, die im Zweiten Weltkrieg erheblich getroffen wurde und sich in ihrem Gebäudebestand – nicht im Verlauf der Gassen – stark verändert hat, findet man im Wesentlichen im Stadtteil Rathaus, dem auch das Bohnenviertel und das Gerberviertel zugeschlagen wurde. Beschreibungen zu den Stadtteilen Oberer Schlossgarten, Hospitalviertel, Universität und Klettplatz (Hauptbahnhof) finden sich im Abschnitt Geografie. Kernerviertel, Diemershalde und Dobel sind Stadtteile mit viel Wohngebäuden, das Justizviertel (Urbanstraße) erstreckt sich bis in die Diemershalde hinein.
Mit Wirkung vom 1. Juli 2007 wurde die Stadtgliederung im Stadtbezirk Stuttgart-Mitte verändert. Zuvor war die Hauptsatzung durch Beschluss des Gemeinderats vom 22. März 2007 entsprechend geändert worden. Im Stadtbezirk Stuttgart-Mitte wurde eine Grenzänderung und damit verbunden entsprechende Umbenennungen zweier Stadtteile vorgenommen. Änderungen im Stadtbezirk:
- Stadtteil Hauptbahnhof – war bis 30. Juni 2007 Stadtteil Klettplatz
- Europaviertel – war bis 30. Juni 2007 Stadtteil Hauptbahnhof.

## Geschichte

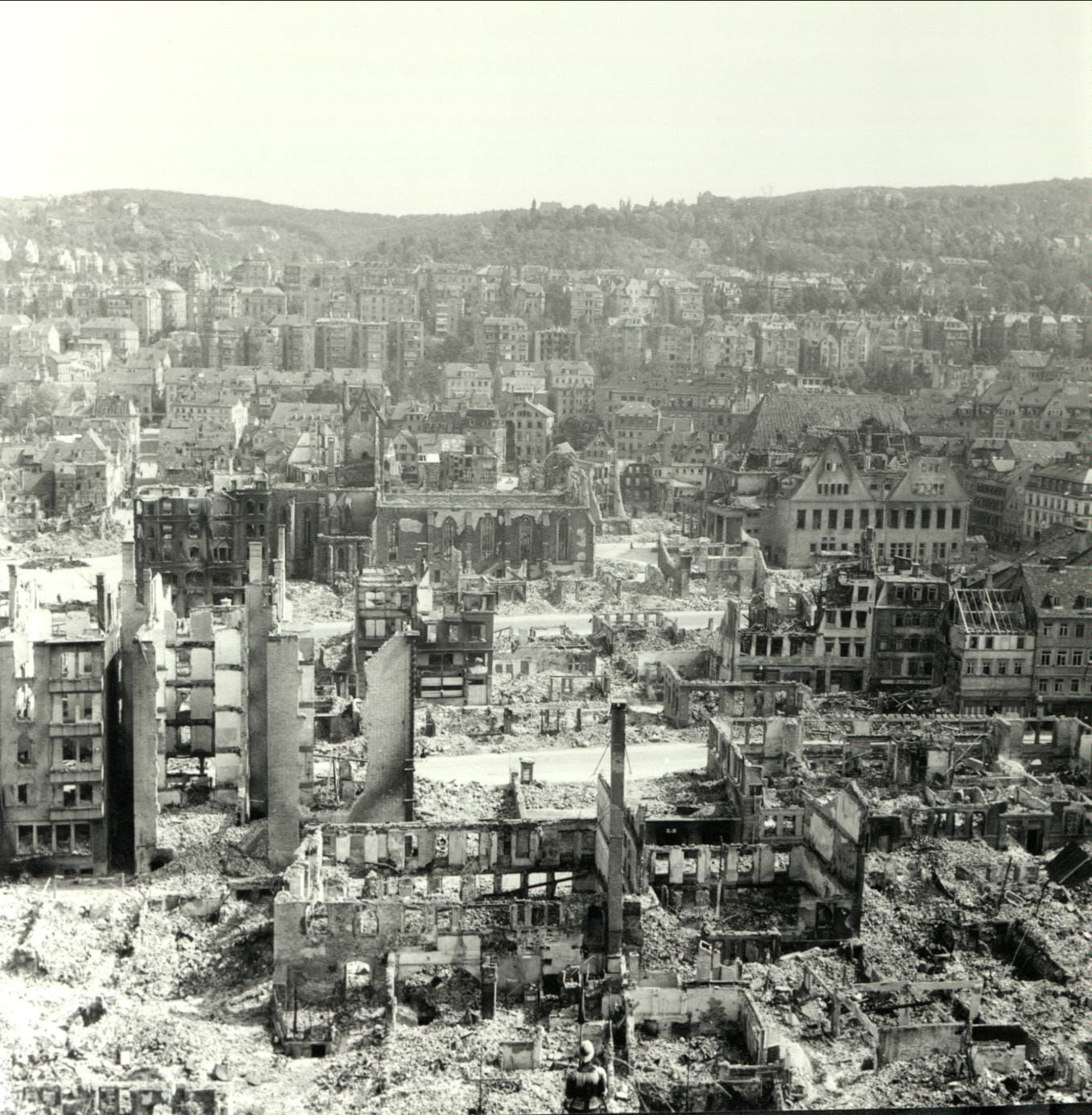
Zerstörtes Leonhardsviertel am 22. August 1944

Im Bereich der heutigen Stuttgarter Innenstadt legte Herzog Liudolf von Schwaben während der Ungarneinfälle um 950 ein Pferdegestüt („Stuotengarten“) an. Der von ihm gewählte Standort war auf Grund der natürlichen Gegebenheiten des nach drei Seiten abgeschlossenen Talkessels für die Pferdezucht ideal.
Neue archäologische Grabungen im Bereich der Stiftskirche sowie des Alten Schlosses zeigen jedoch, dass es sich nicht um eine Gründung auf der grünen Wiese handelte: Mindestens seit der späten Merowingerzeit bestand hier eine bäuerliche Siedlung. Eine Bestattung unter der Stiftskirche ergänzt die spärlichen Informationen über frühere Funde merowingerzeitlicher Gräber im Stadtgebiet. Aus der Karolingerzeit sind Reste mehrerer Grubenhäuser nachgewiesen.
Siehe auch: Geschichte Stuttgarts

## Politik
Am Marktplatz 1 in Stuttgart-Mitte hat die Stadtverwaltung ihren Hauptsitz.
- CDU: 3
- Grüne: 4
- SPD: 1
- AfD: 1
- FDP: 1
- Linke: 1
- SÖS: 1
- Volt: 1

Die Ergebnisse der Gemeinderatswahlen in den Stadtbezirken sind maßgebend für die Anzahl der Sitze der Parteien in den Bezirksbeiräten. Die Kommunalwahl 2024 ergab die in der nebenstehenden Grafik abgebildeten Stimmenanteile und die nebenstehende Verteilung der 13 Sitze des Bezirksbeirates.
Ehrenamtliche Bezirksvorsteherin des Stadtbezirkes Stuttgart-Mitte ist Veronika Kienzle (Grüne).

## Infrastruktur

### Verkehr
In Stuttgart-Mitte treffen viele Verkehrswege zusammen. Die B14 und die B27 kreuzen sich hier, die S-Bahn hat hier ihre "Stammstrecke" und die meisten Stadtbahnlinien, viele Buslinien und auch Hauptradrouten führen durch Stuttgart-Mitte. 

#### Verkehrsberuhigung
Rund um die Fußgängerzone mit der Königstraße befindet sich der "City-Ring", auf dem der Kfz-Verkehr gebündelt wird. Im Innern des Rings soll (mit Ausnahme des Planietunnels) nur noch Anliegerverkehr fahren. Da es neben den zahlreichen Parkhäusern auch einige oberirdische Stellplätze gibt, findet dort dennoch zum Teil mehr Kfz-Verkehr statt als es für Anliegerstraßen üblich ist. Daher fasste der Gemeinderat den Beschluss "lebenswerte Innenstadt", der unter anderem vorsieht, auf gewöhnliche Straßenparkplätze an den Straßen innerhalb des Rings zu verzichten und die entsprechenden Flächen anderweitig zu nutzen, etwa als Aufenthaltsflächen. Die Parkhäuser bleiben für Kfz erreichbar, auf den Zufahrten soll Tempo 20 gelten.
Auch außerhalb des City-Rings werden Maßnahmen für mehr Aufenthaltsqualität getroffen. So wurde 2023 der Schützenplatz im Kernerviertel umgebaut, der zuvor wie ein großer Parkplatz wirkte.

#### Radverkehr
Alltagsrouten aus dem Radnetz Baden-Württemberg verbinden das Stuttgarter Zentrum 
- über Stuttgart-Nord mit dem Pragsattel und weiter über den Stadtbezirk Zuffenhausen mit Kornwestheim und Ludwigsburg,
- am Pragsattel abzweigend über die Stadtbezirke Feuerbach und Weilimdorf und über Ditzingen mit Leonberg,
- über den Stadtbezirk Bad Cannstatt mit Fellbach und Waiblingen,
- in Bad Cannstatt abzweigend über Untertürkheim und Obertürkheim mit Esslingen,
- über die Stadtbezirke Stuttgart-Süd (Marienplatz, Heslach, Kaltental) und Vaihingen mit Böblingen und
- bei Vaihingen abzweigend über den Stadtbezirk Möhringen mit Leinfelden-Echterdingen und Filderstadt.

Diese ausgeschilderten Routen sind weitgehend auch städtische Hauptradrouten (HRR): Die HRR 1 führt von Böblingen kommend über Stuttgart-Mitte Richtung Fellbach. Sie wird in Stuttgart-Mitte derzeit aber in weiten Teilen gemeinsam mit dem Fußverkehr geführt, insbesondere im Schlossgarten und in der Tübinger Straße von der Paulinenbrücke stadteinwärts, in der versucht wurde, einen "Shared Space" einzurichten.
Die HRR 5 führt zweigt zwischen dem Mittleren und dem Unteren Schlossgarten von der HRR 1 ab und führt über den Pragsattel Richtung Kornwestheim. Auch auf dieser Strecke werden Wege gemeinsam mit dem Fußverkehr genutzt.
Weitere Hauptradrouten sollen Stuttgart-Mitte 
- über Stuttgart-Ost, Wangen und Hedelfingen Richtung Esslingen (HRR 2),
- vom Berliner Platz kommend über Stuttgart-Süd (Lehen), Degerloch (Waldau), Birkach und Plieningen Richtung Flughafen (HRR 3) und
- vom Hauptbahnhof aus über Stuttgart-West mit Botnang (HRR 4) verbinden.

Davon ist bislang nur die HRR 3 ausgeschildert. Die HRR 2 ist in der vorgesehenen Form noch nicht befahrbar, da sie in Stuttgart-Ost durch einen Straßenzug führt, in den nur die Stadtbahn einfahren darf.
Rund um den Cityring bestehen noch verschiedene Hauptradrouten zweiter Ordnung.
Für die Zukunft ist vorgesehen, dass der City-Ring auch eine Radschnellverbindung enthält und davon verschiedene Radschnellverbindungen abzweigen, unter anderem auf derzeitigen Gleisanlagen geführt, die durch das Projekt "Stuttgart 21" freiwerden sollen.

## Kultur, Religion und Sehenswürdigkeiten

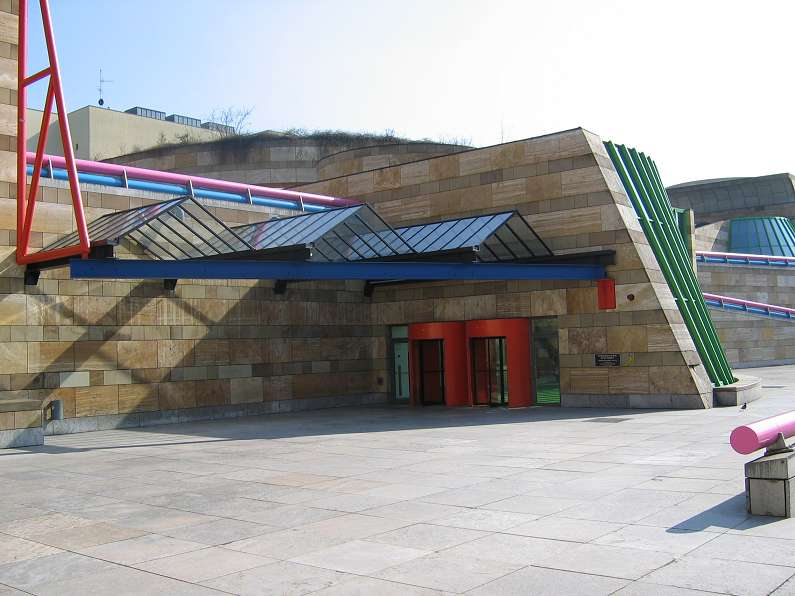
Neue Staatsgalerie
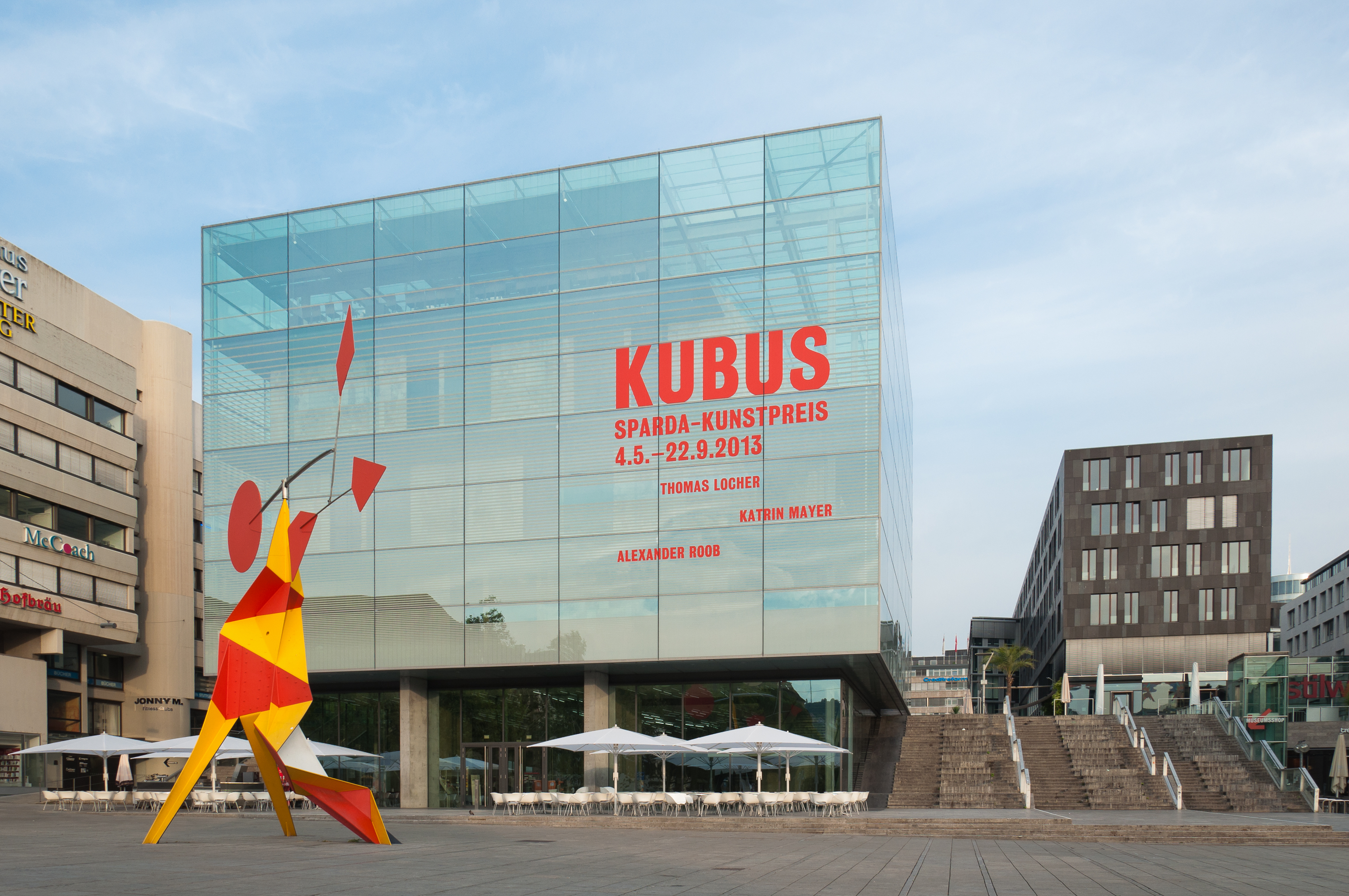
Kunstmuseum
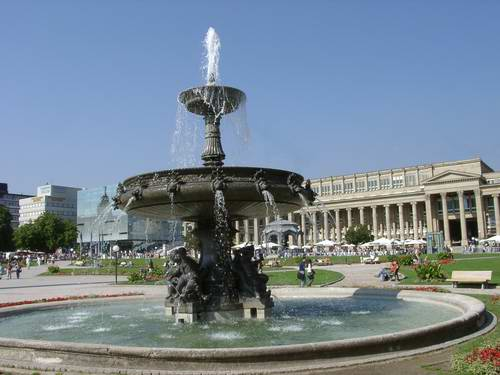
Schlossplatz und Königsbau

### Theater

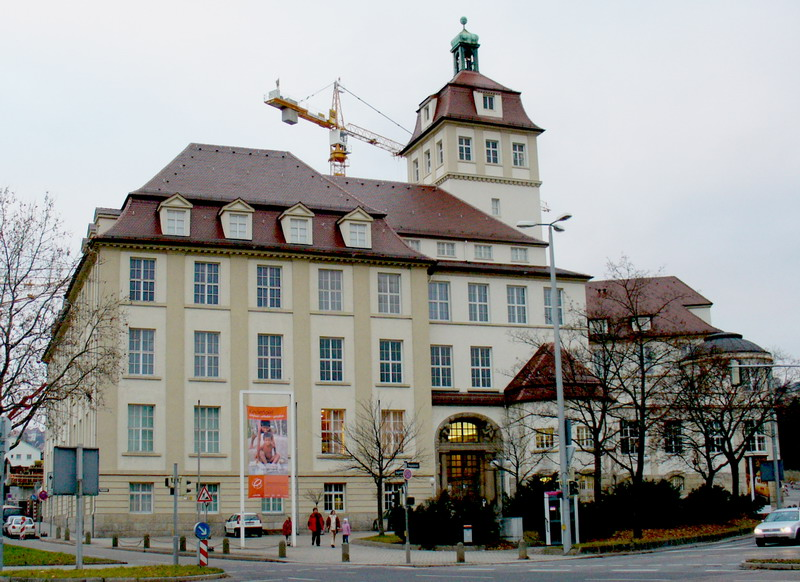
Linden-Museum

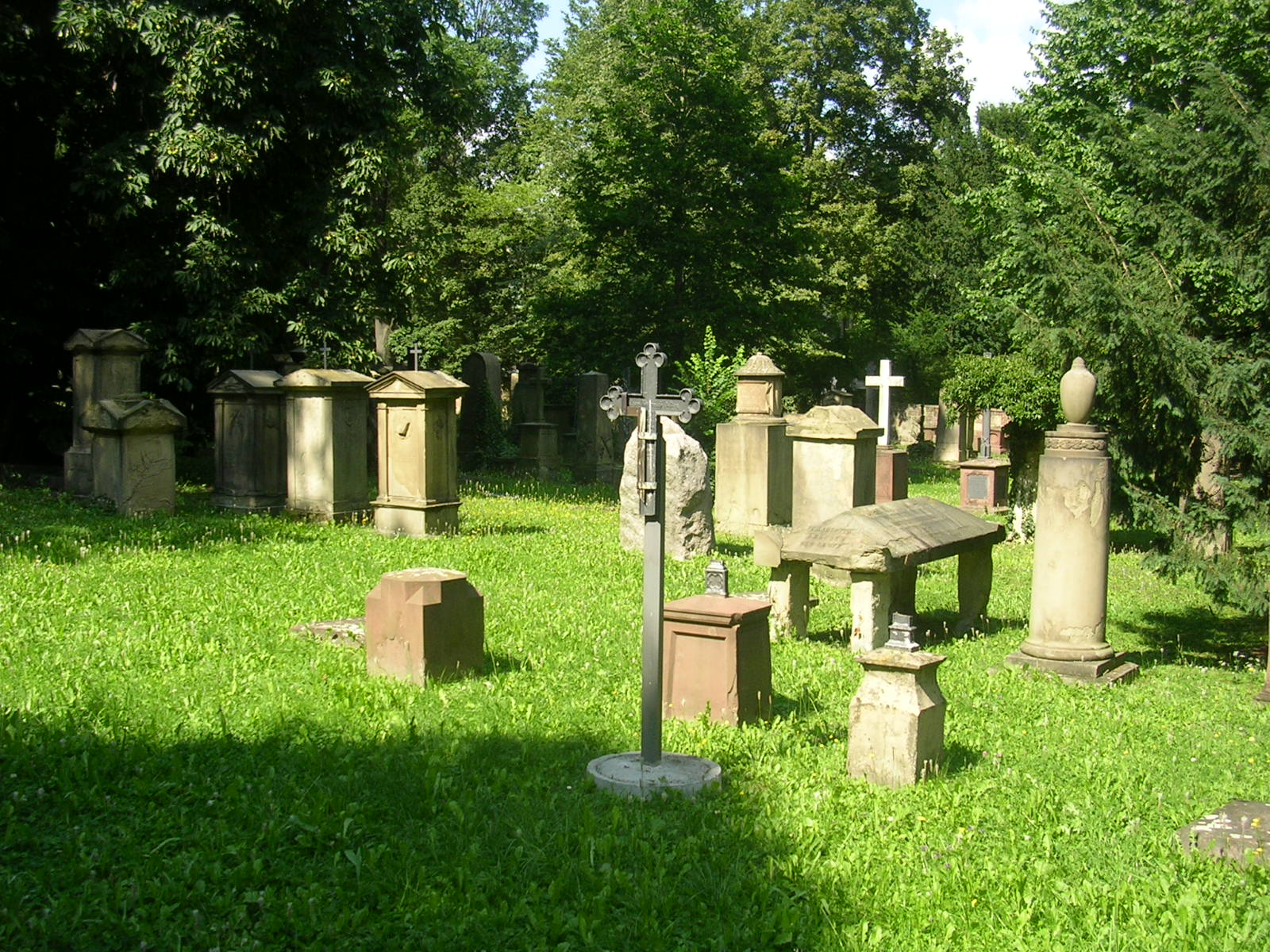
Grabfeld auf dem Hoppenlau-Friedhof

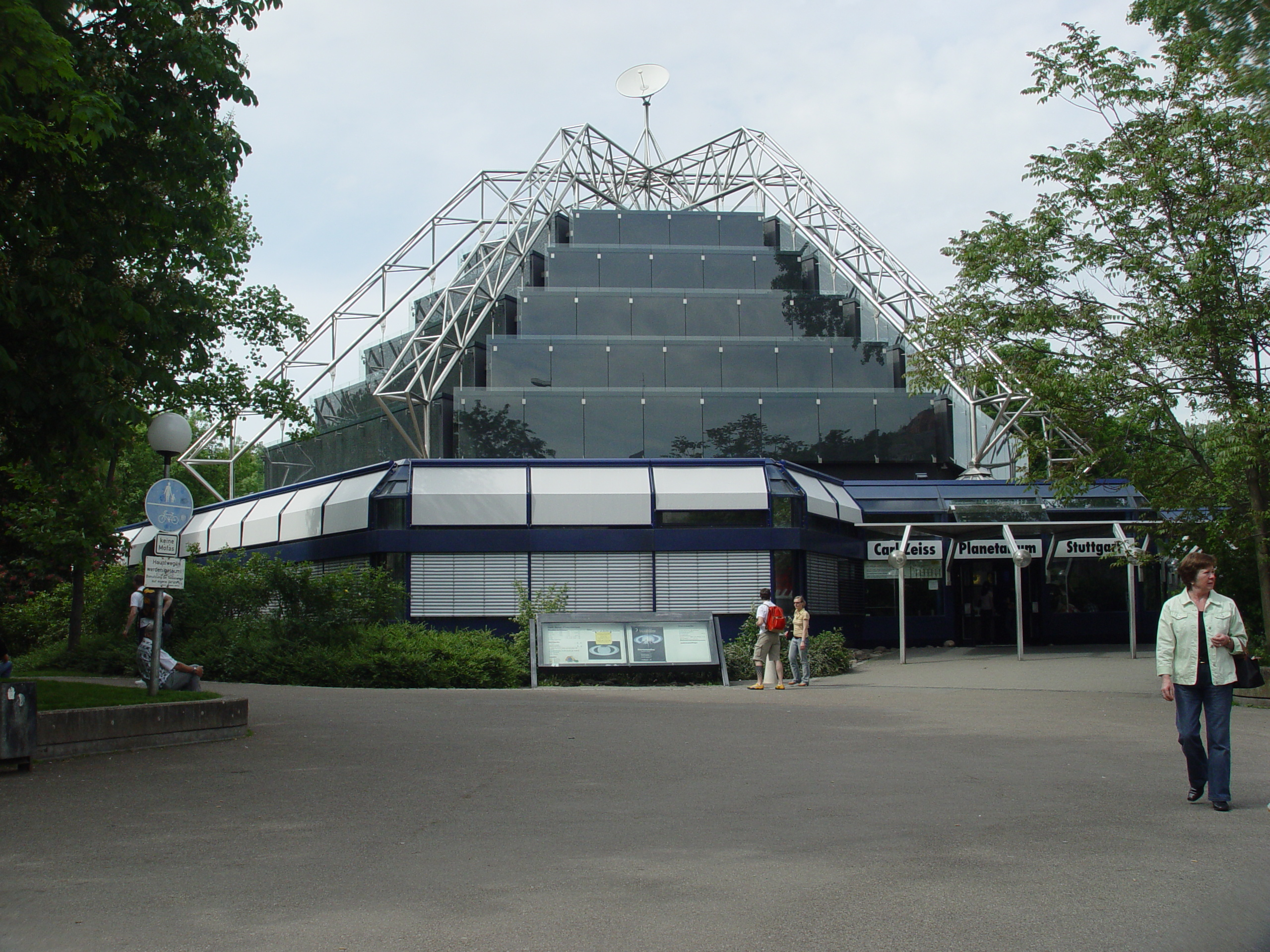
Carl-Zeiss-Planetarium

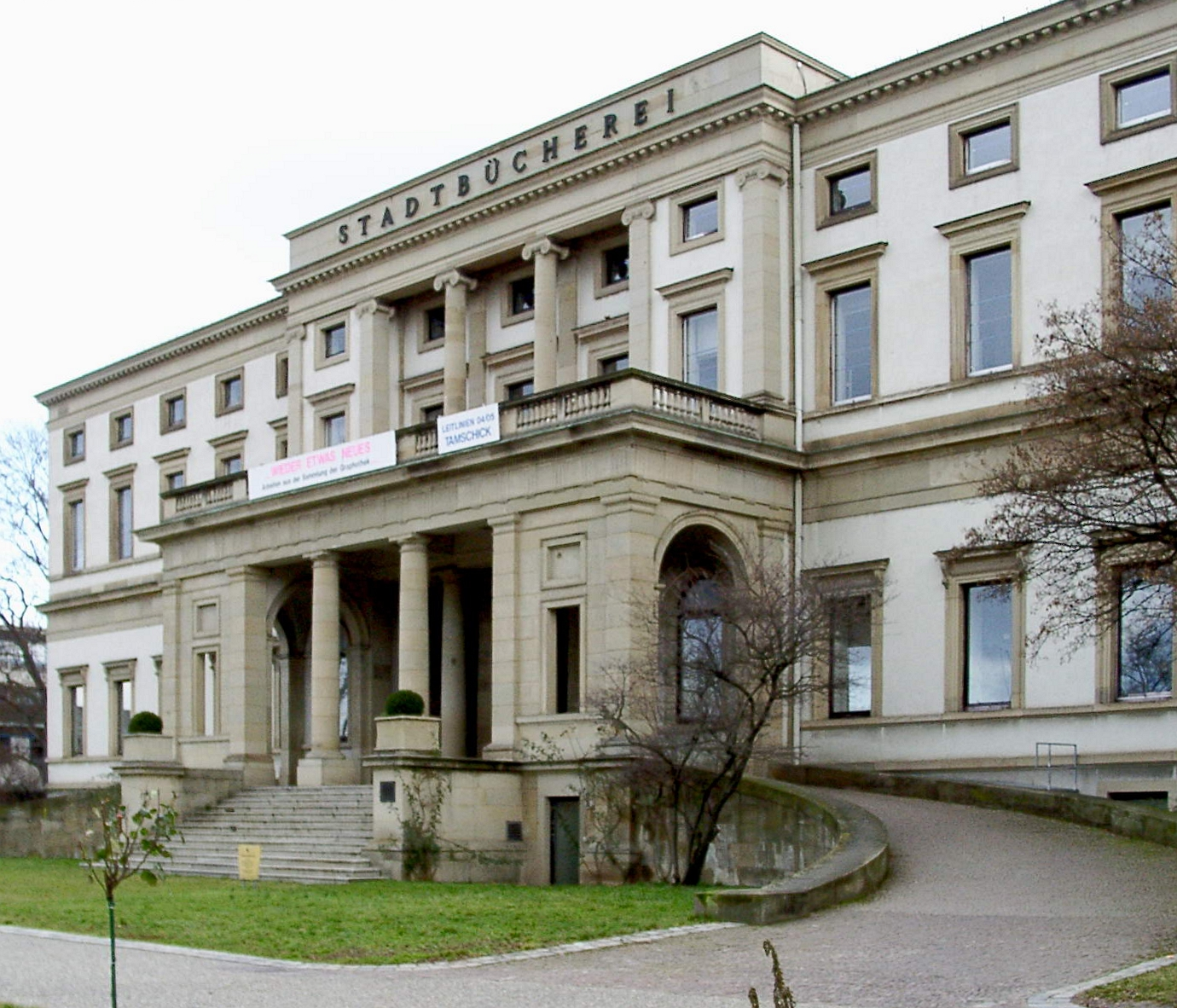
Wilhelmspalais von Giovanni Salucci

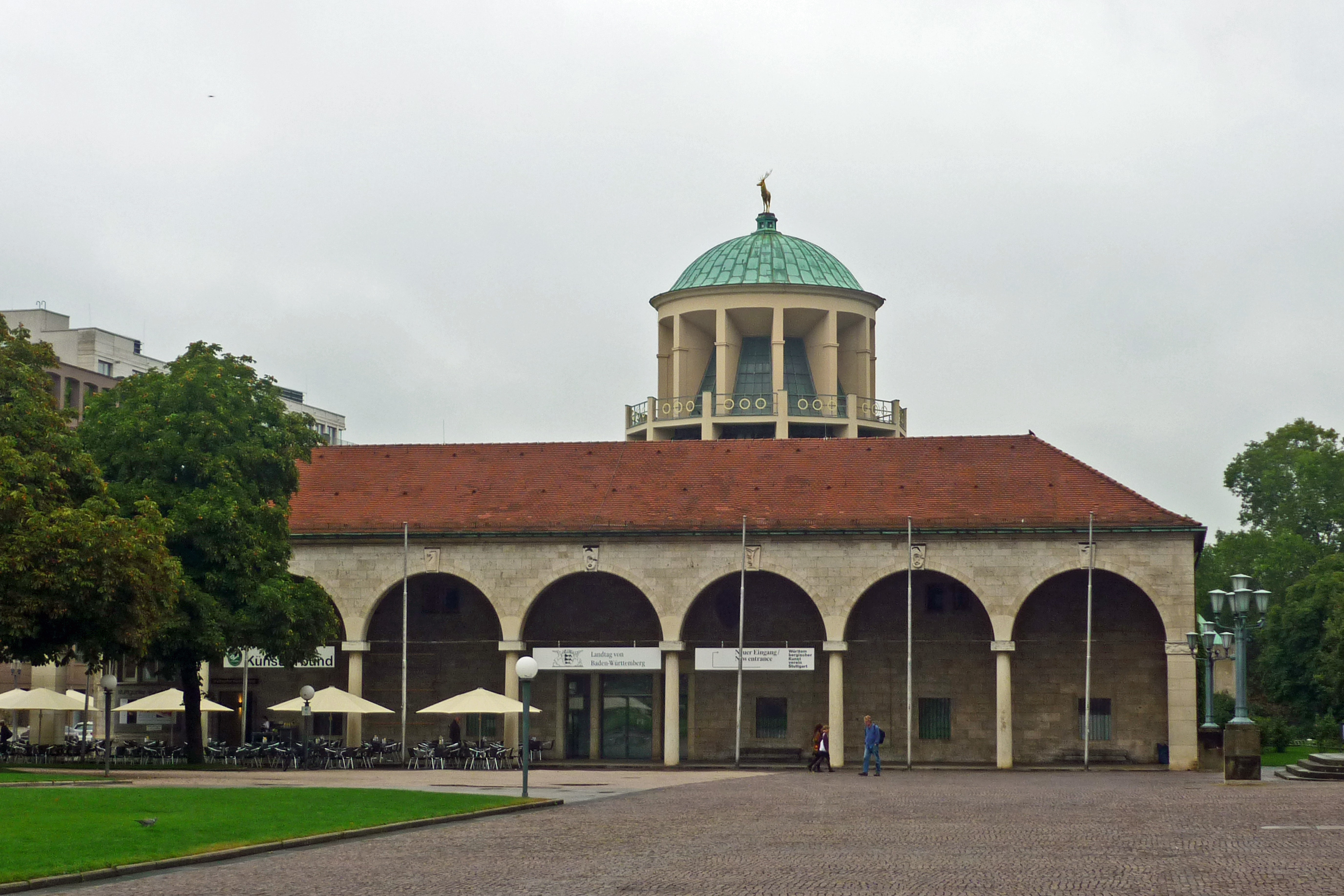
Kunstgebäude am Schloßplatz

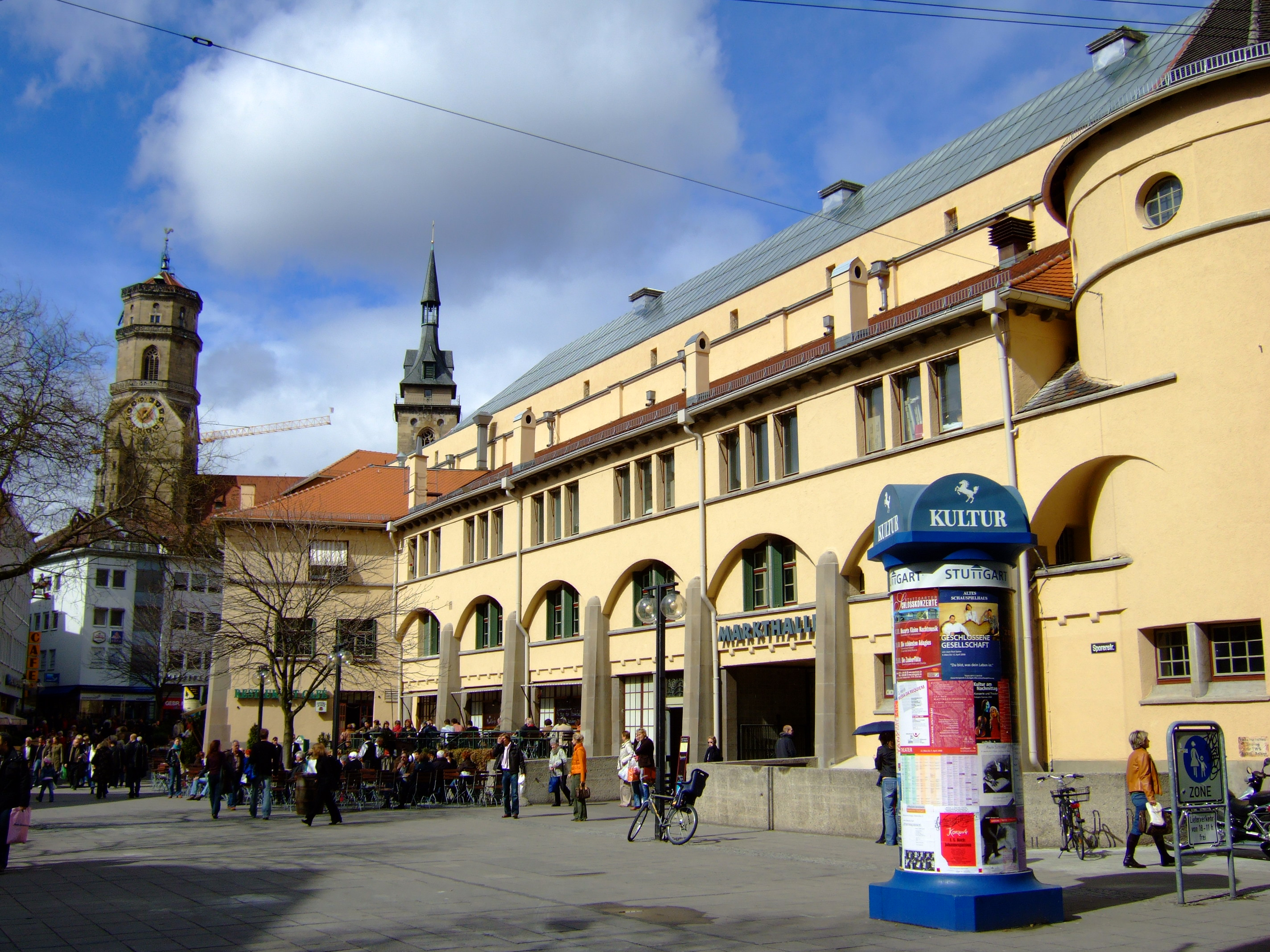
Markthalle Stuttgart

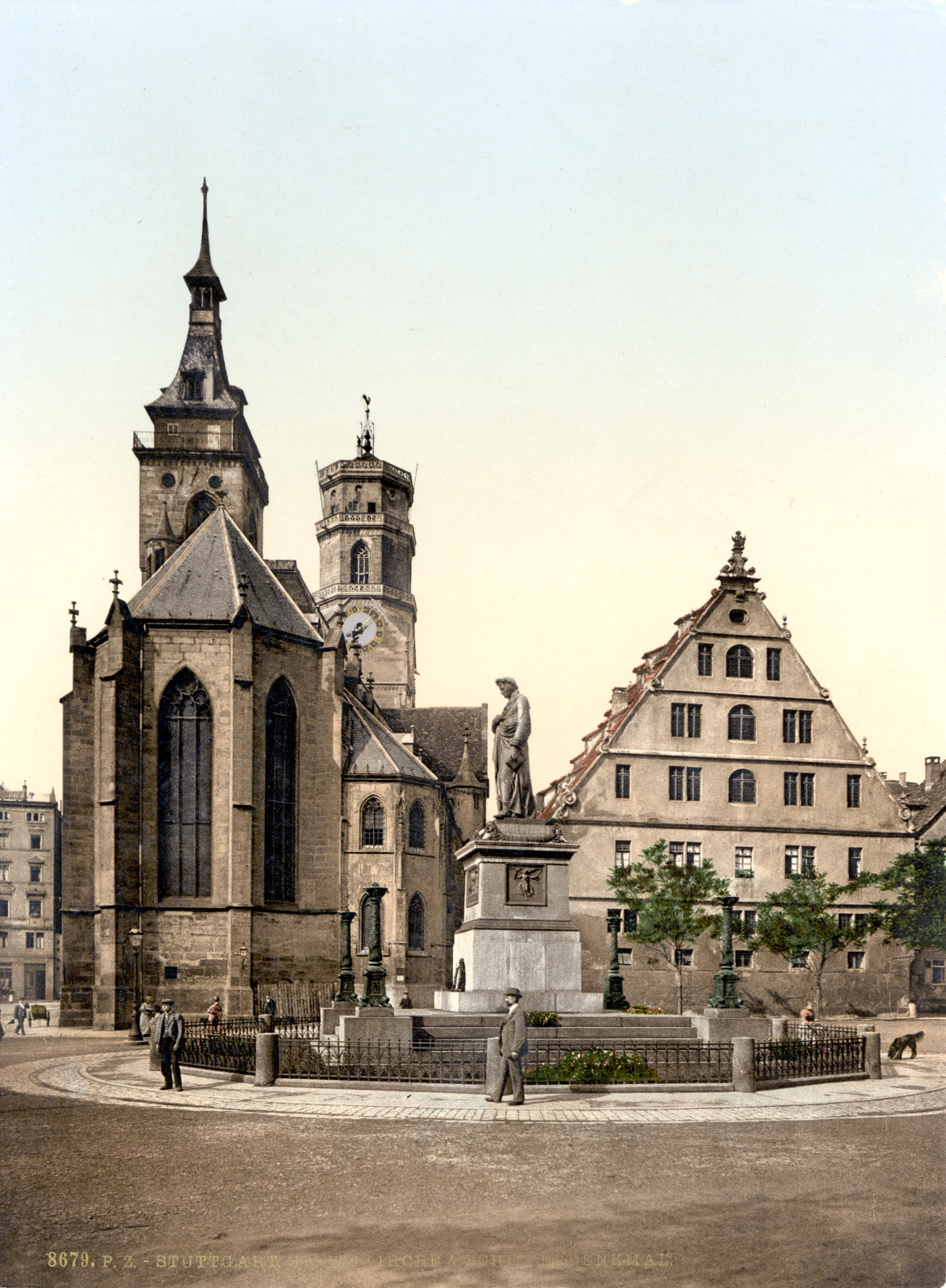
Stiftskirche und Fruchtkasten um 1900

- Großes Haus, Opernhaus, erbaut 1907–1912 von Architekt Max Littmann
- Kleines Haus, Schauspielhaus, erbaut 1959–1962
- Altes Schauspielhaus
- Renitenztheater (Kabarettbühne)
- Friedrichsbau Varieté (1994–2014, verlegt an den Pragsattel)

### Museen
- Staatsgalerie Stuttgart
- städtisches Kunstmuseum Stuttgart
- Linden-Museum, Staatliches Museum für Völkerkunde. Der Name des Linden-Museums geht auf Karl von Linden zurück. Er war Vorsitzender des Württembergischen Vereins für Handelsgeographie. 1889 wurde das ursprünglich Handelsgeographische Museum in das heutige Völkerkundemuseum umgewandelt.
- Württembergisches Landesmuseum  (im Alten Schloss)
- "Hotel Silber" – ehemalige Zentrale der Gestapo. Das Museum als Ort der Erinnerung für die Opfer des Nationalsozialismus befindet sich noch im Bau.

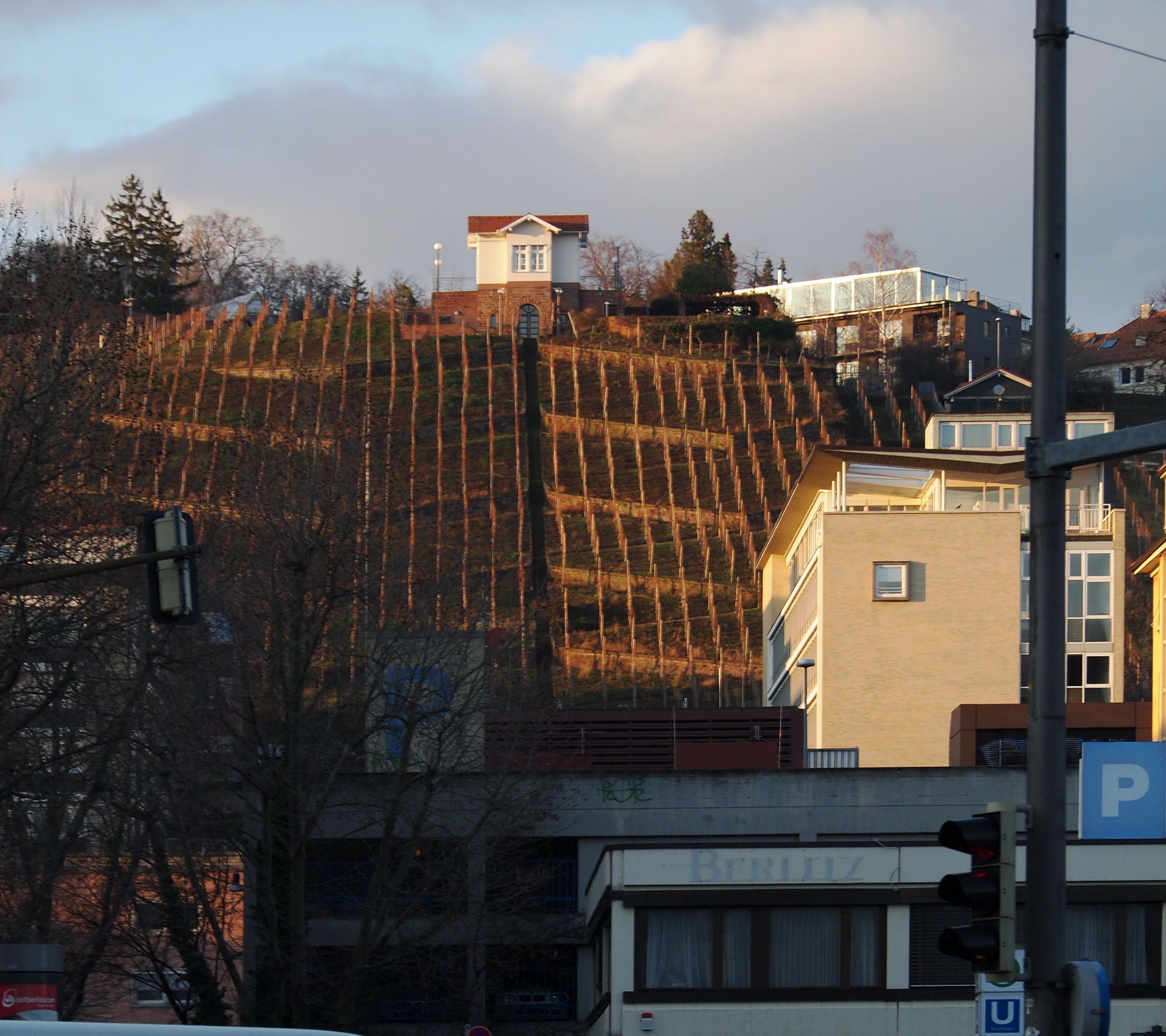
Der Kriegsberg, ein Weinberg im Stadtteil Hauptbahnhof

### Parkanlagen/Friedhöfe
- Der Hoppenlaufriedhof ist einer der ältesten Friedhöfe Stuttgarts. Er wurde 1626 angelegt und bis 1824 mit einer jüdischen Begräbnisstätte auf ca. 7000 Grabstätten erweitert. Bereits seit 1880 finden dort keine Beerdigungen mehr statt. 1961 wurde der Friedhof anlässlich der Bundesgartenschau 1961 als Parkanlage hergerichtet. Die gesamte Parkanlage ist auch heute noch interessant und stellt eine „Insel der Ruhe“ in der Großstadt dar. Hier befinden sich u. a. die Gräber von Johann Friedrich Cotta, Wilhelm Hauff, Johann Heinrich Dannecker, Johann Gottfried Pahl, Christian Friedrich Daniel Schubart, Gustav Schwab und Emilie Zumsteeg.

### Bauwerke

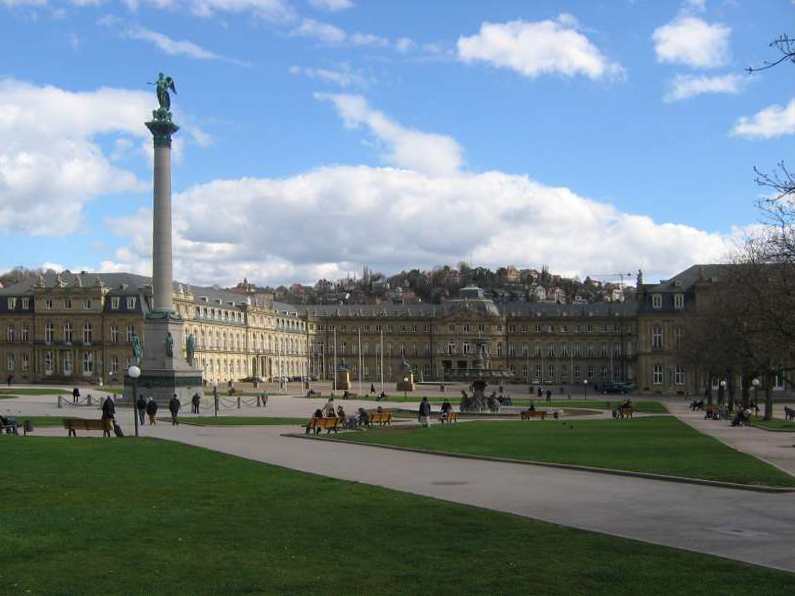
Neues Schloss
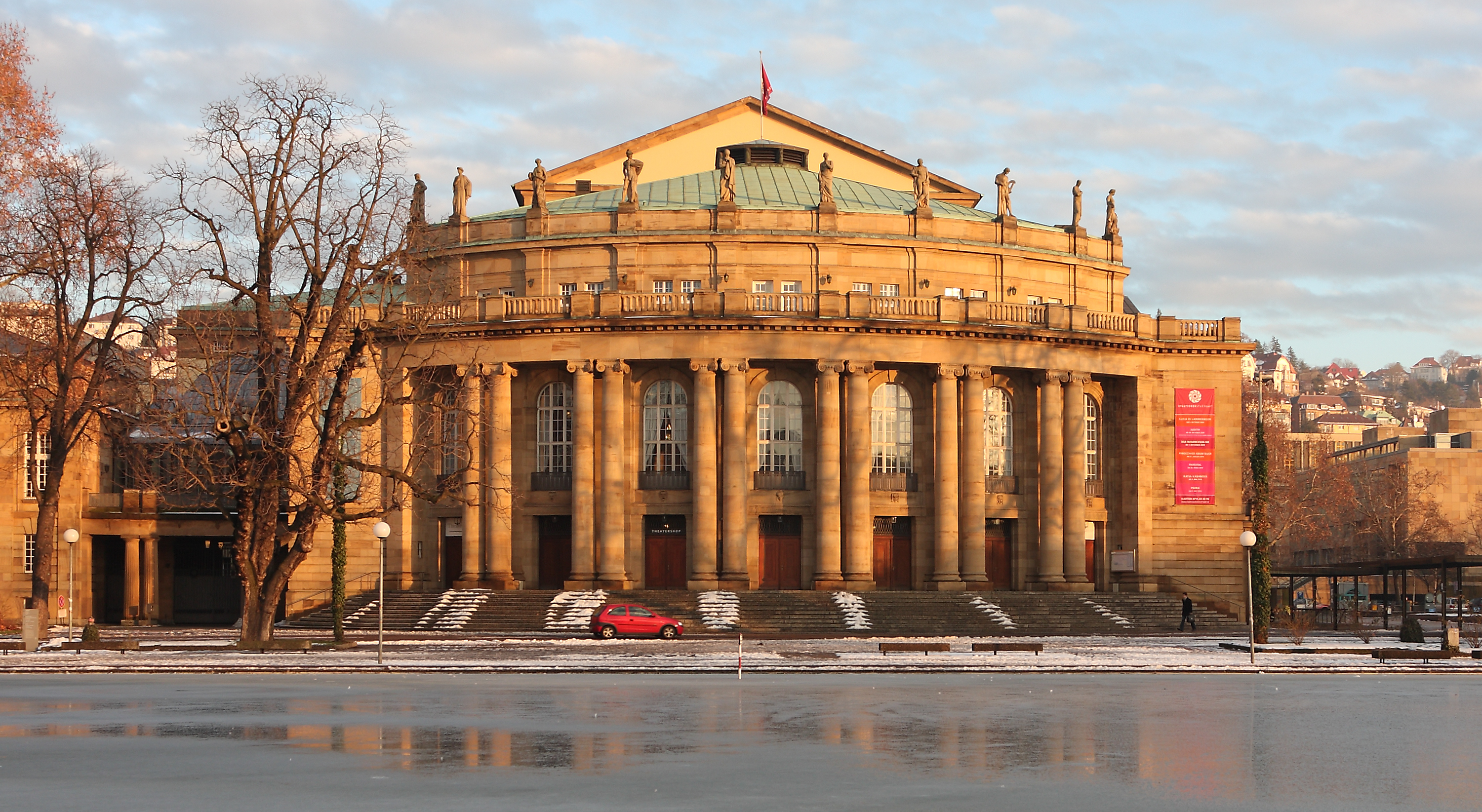
Großes Haus
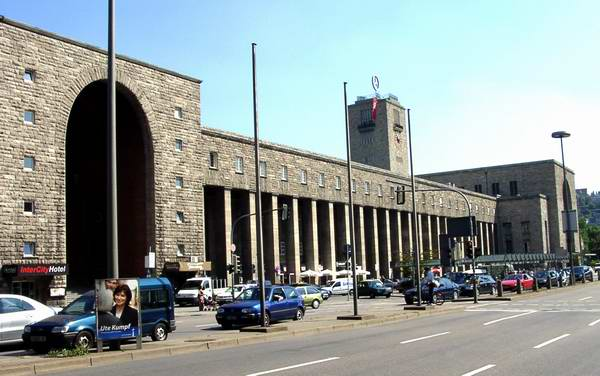
Hauptbahnhof

- Das Alte Schloss war im 13. Jahrhundert eine Wasserburg. Seit dem 14. Jahrhundert war es Hauptsitz der württembergischen Grafen und Herzöge.
- Seit 1970 gibt es auf dem Karlsplatz ein Mahnmal für alle Opfer des Nationalsozialismus, gestaltet von dem Bildhauer Elmar Daucher, mit einem Text des Philosophen Ernst Bloch.[9]
- Das Neue Schloss, ein Spätbarockbau aus den Jahren 1746–1797 und 1805–1807, diente als Residenz für Herzog Carl Eugen und seine Nachfolger; heute zwei Ministerien.
- Königsbau: Der Klassizistische Säulenbau wurde 1856 bis 1860 von Knapp und Christian Friedrich Leins als Konzert-, Ball- und Geschäftshaus erbaut. 1958/59 erfolgte der Wiederaufbau; er dient heute als Geschäftshaus mit 135 Meter langer Kolonnade.
- Das Carl-Zeiss-Planetarium im Schlossgarten wurde von 1975 bis 1977 nach den Plänen des Architekten Beck-Erlang erbaut und am 22. April 1977 eröffnet.
- Das Haus der Wirtschaft Baden-Württemberg mit Design-Center Stuttgart ist vielen Stuttgartern noch als Landesgewerbeamt bekannt.
- Der Stuttgarter Hauptbahnhof: 1922 eröffnet, sehr stadtnah, der Vorgängerbau, ebenfalls Kopfbahnhof, lag direkt beim Königsbau an der heutigen Bolzstraße. Durch das Projekt Stuttgart 21, das seine Realisierungsphase erreicht hat, wird er völlig umgebaut, alle Gleise verschwinden in einem unterirdischen Durchgangsbahnhof.
- Hegelhaus, das Geburtshaus des Philosophen
- Schellenturm, spärlicher Rest der Stuttgarter Stadtummauerung
- Tagblatt-Turm, das erste in Sichtbeton ausgeführte Hochhaus Deutschlands (61 m hoch) von dem Architekten Ernst Otto Oßwald
- Direkt gegenüber stand bis 1960 das berühmte Kaufhaus Schocken das 1926–1928 von Architekt Erich Mendelsohn konstruiert wurde. Das im Zweiten Weltkrieg nur leicht beschädigte Kaufhaus, welches zusammen mit dem Tagblatt-Turm ein beeindruckendes Ensemble moderner Architektur bildete, wurde 1960 von der Stadt Stuttgart unter internationalem Protest zum Abriss freigegeben. An seiner Stelle errichtete Egon Eiermann ein Horten-Kaufhaus (inzwischen Galeria Kaufhof) mit einer abstrakten Gebäudefassade aus Hortenkacheln.

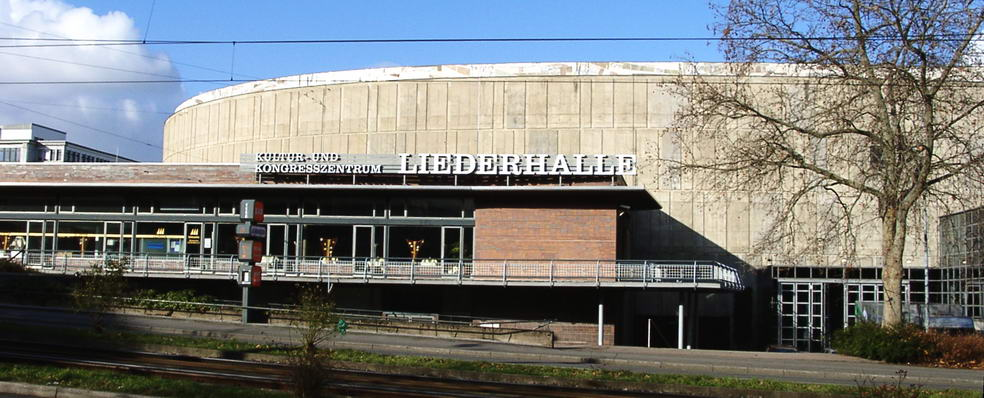
Liederhalle von 1956
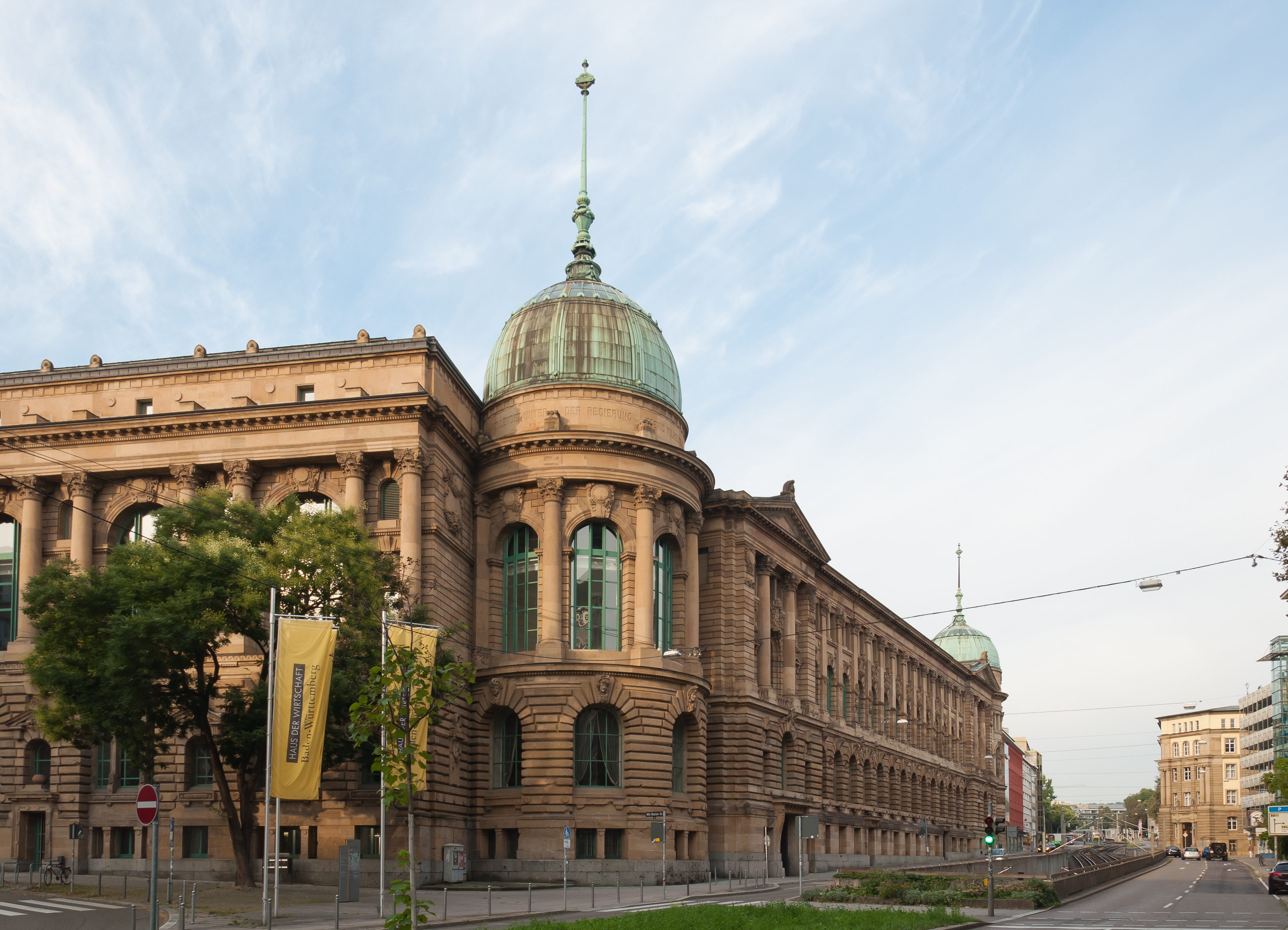
Haus der Wirtschaft Baden-Württemberg
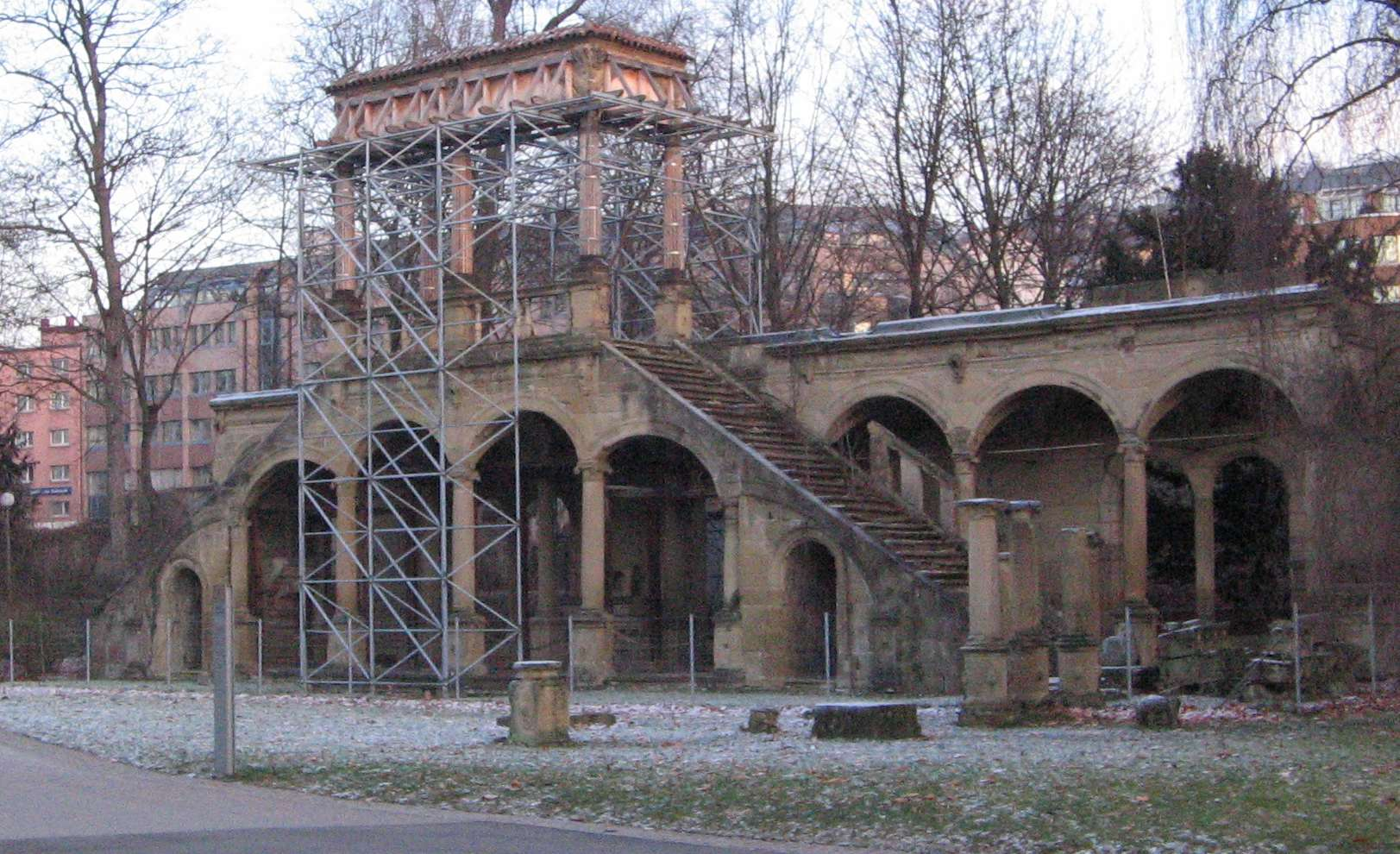
Ruine Neues Lusthaus

- Die Liederhalle wurde 1956 als Konzerthaus eingeweiht (Architekten: Rolf Gutbrod und Adolf Abel) an der Stelle des 1864 von Christian Friedrich von Leins errichteten Vorgängerbaus, der 1944 zerstört wurde. Der denkmalgeschützte Bau ist Teil des Kultur- und Kongresszentrums Liederhalle (KKL).
- Stuttgarter Markthalle, 1911–14 von Architekt Martin Elsaesser erbaut (Jugendstil)
- Das Kunstgebäude am Schloßplatz wurde 1912–13 von Architekt Theodor Fischer erbaut. Es steht an der Stelle des 1902 abgebrannten Hoftheaters, dessen Kern wiederum auf dem 1583 bis 1593 von Baumeister Georg Beer errichteten Neuen Lusthaus ruht. Der Württembergische Kunstverein ist in diesem markanten Gebäude beheimatet, dessen Kuppeldach von einem goldenen Hirsch von Ludwig Habich gekrönt wird. Seit dem Auszug der Städtischen Galerie dient das Haus vorwiegend für Sonderausstellungen.
- Ehemaliges Waisenhaus am Charlottenplatz mit der ifa-Galerie Stuttgart
- Das Wilhelmspalais am Charlottenplatz, in dem sich bis 2011 die Stuttgarter Zentralbücherei befand, wurde 1834 bis 1840 von Giovanni Salucci für zwei Prinzessinnen, die ältesten Töchter König Wilhelms I. von Württemberg, erbaut. Später diente das Haus dem letzten württembergischen König Wilhelm II. als Wohnsitz. Am 9. November 1918 besetzten Revolutionäre das Haus und der König dankte ab.
- Friedrichsbau an der Stelle des historischen Friedrichsbau Theaters
- Der Hans-im-Glück-Brunnen ist ein Märchenbrunnen in der Altstadt und dort ein beliebter Treffpunkt der Kneipengeher- und Party-Szene.

### Kirchen

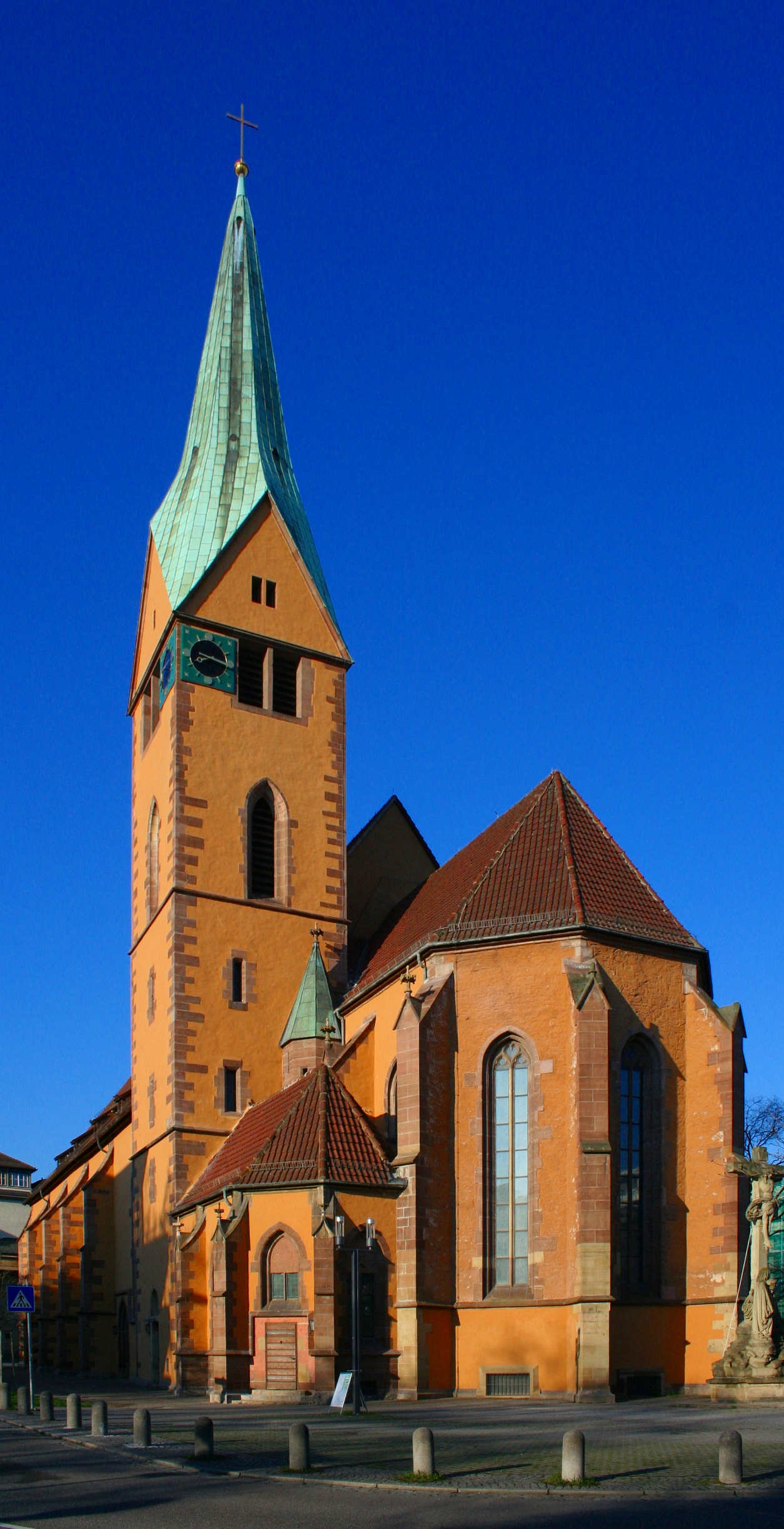
Leonhardskirche

- Die in der Altstadt in unmittelbarer Nachbarschaft zum alten Schloss gelegene Stiftskirche ist die Hauptkirche der Evangelischen Landeskirche in Württemberg. Der untere Teil des Südturms stellt das einzige erhaltene bauliche Zeugnis der Stauferzeit in Stuttgart dar. Mit ihren beiden ungleichen Türmen gilt sie als eines der Wahrzeichen der Stadt. Die erste Bauperiode datiert in die Zeit um 1170. In seinen übrigen Teilen stammt der Bau jedoch aus der Hoch- und Spätgotik.
Nach starken Zerstörungen im Zweiten Weltkrieg entschied man sich für eine vereinfachende Wiederherstellung des Inneren und Äußeren der Kirche.
In der Gruft unter dem Chor und der Sakristei haben mehr als 100 Angehörige des Hauses Württemberg – Herzöge, Könige, Fürsten, Kinder – ihre letzte Ruhestätte gefunden. An diese erinnern die berühmten Grafenstandbilder von Sem Schlör, die im 16. Jahrhundert an der Nordwand des Chores ihre Aufstellung erhielten.

- Nach der Stiftskirche ist die Leonhardskirche im Bohnenviertel genannten südlichen Teil der Stuttgarter Altstadt die zweitälteste Kirchengründung der Stadt. Im Jahre 1337 wurde sie in Form einer Kapelle auf dem freien Feld vor den Toren der Stadt gegründet. Der heutige Bau wurde 1408 begonnen und 1466 im Wesentlichen abgeschlossen. Nach den Zerstörungen im Zweiten Weltkrieg wurde die Kirche, wie die Stiftskirche, nur vereinfacht wiederaufgebaut. Auf dem Platz hinter dem Chor steht eine Kopie der spätgotischen Kreuzigungsgruppe von Hans Seyfer aus dem Jahr 1501. Seit 1995 wird hier das soziale Projekt Vesperkirche Stuttgart durchgeführt.

- Hospitalkirche, zwischen 1471 und 1493 von Baumeister Aberlin Jörg für den Dominikanerorden errichtet. Im Stadtteil rund um die nur teilweise wiederaufgebaute Kirche finden sich viele Institutionen der Württembergischen Landeskirche.

- Domkirche St. Eberhard, Konkathedrale des Bistums Rottenburg-Stuttgart. Erbaut 1808–1811 von Architekt Nikolaus Friedrich von Thouret; 1944 durch einen Bombenangriff zerstört. Wiederaufbau 1953–1955 von Architekt Hugo Schloesser.[10] Innen ein großes Altarmosaik mit einer Christusdarstellung und den klugen und den törichten Jungfrauen, ferner eine vergoldete Pietà und seit 1982 eine Albiez-Orgel, das größte Kirchenmusikinstrument in Stuttgart.

- Die Kirche St. Maria wurde 1871–1879 von Architekt Joseph von Egle nach dem Vorbild der frühgotischen Elisabethkirche in Marburg an der Lahn erbaut. Die große Kirche mit zwei Türmen brannte 1943 im Zweiten Weltkrieg aus und wurde 1948/49 wiederhergestellt. Sie war nach der Domkirche St. Eberhard die zweite katholische Pfarrkirche der damaligen württembergisch-protestantischen königlichen Residenzstadt Stuttgart. Die Kirche St. Maria an der Tübinger Straße liegt schon knapp im Bezirk Stuttgart-Süd.

- Die katholische St.-Konrad-Kirche wurde 1965–1967 von Architekt Karl Gonser erbaut.

### Konfessionsstatistik
Die Zahl der Protestanten in Stuttgart sinkt kontinuierlich. Ende 2019 hatte Stuttgart-Mitte 24.129 Einwohner davon 21,8 % Katholiken, 18,7 % Protestanten und 59,4 % hatten entweder eine andere oder gar keine Religionszugehörigkeit.

### Feste/Veranstaltungen
- Bohnenviertelfest
- Henkersfest
- Hamburger Fischmarkt
- Sommerfest im August
- Stuttgarter Weihnachtsmarkt
- Stuttgarter Weindorf

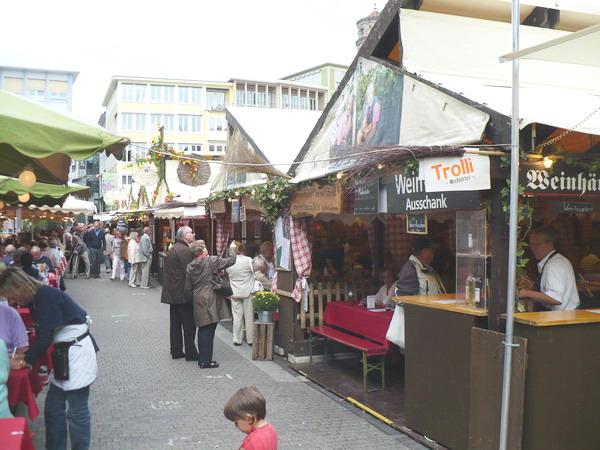
Stuttgarter Weindorf

- Internationales Kinderfest „23 Nisan“